# A Day in Black and White
A Day In Black And White é uma banda screamo da cidade norte-americana de Washington, D.C., fundada em 2001.

## Integrantes
- Daniel Morse - vocais, guitarra e baixo
- Ian Thompson - bateria
- Mike Petillo - baixo
- Aaron Leitko - guitarra

## Discografia
- My Heroes Have Always Killed Cowboys (2004)
- Notes (2005)